# 311 (szám)
A 311 (háromszáztizenegy) a 310 és 312 között található természetes szám.

## A matematikában
Prímszám. Jó prím. Mírp. Pillai-prím.
Szigorúan nem palindrom szám.